# ケーストゥティス家

ゲディミナスの支柱, ケーストゥティスの祖先の紋章

ケーストゥティス家では1381年から1382年までのリトアニア大公ケーストゥティスの兄弟姉妹、息子、孫について解説する。ケーストゥティスは兄弟のアルギルダスとともに1345年から1377年まで共同統治した。

## 両親
- ゲディミナス（1275年頃 - 1341年） - リトアニア大公（1316年 - 1341年冬）
- ヤヴナ（1344年に死去） - ポロツク公イヴァンの娘

## 妻
- 不明（1351年頃死去）
- ビルテ（1382年頃死去）

## 兄弟
- アルギルダス（1300年頃 - 1377年5月末死去） - リトアニア大公（1345年 - 1377年）
- マントヴィーダス（1288年頃 - 1348年） - ケルナヴェ及びスロニム公（1341年 - 1348年）
- ナリマンタス（洗礼名グレプ；1300年頃 - 1348年） - ピンスク、ポロツク及びノヴゴロド公
- ヤヴーヌティス（洗礼名イヴァン；1300年頃 - 1366年以後） - リトアニア大公（1341年 - 1344年）、イジャスラヴリ公（1346年 - 1366年）
- カリヨタス（1300年頃 - 1362年頃） - ナヴァフルダク公（1341年 - 1362年）
- リュバルタス（洗礼名ドミトリー；1300年頃 - 1384年） - ハールィチ・ヴォルィーニ及びルツク公（1340年 - 1384年）

## 姉妹
- マリア（1300年頃 - 1349年） - トヴェリ大公ドミトリー・ミハイロヴィチ妃
- アルドナ・オナ・ゲディミナイテ（1309年以後 - 1339年5月26日） - ポーランド王カジミェシュ3世妃（1333年 - 1349年）
- ダミラ（洗礼名エリザヴェータ；1364年死去） - プウォツク公ヴァツワフ妃
- エウフェミア（1342年2月5日死去） - ハールィチ及びヴォロディームィル＝ヴォルィーンシキー公ボレスワフ・ユーリー2世妃
- アイグスタ（1345年3月11日死去） - ヴラディーミル・モスクワ大公セミョーン妃

## 息子
- ヴァイドタス（1401年以後死去） - ナヴァクラダク公
- ヴァイシュヴィラス（1387年頃死去）
- ブタウタス（洗礼名ヘンリク、1381年以後死去）
- ヴィータウタス（1350年頃 - 1430年10月27日ルツクにて死去） - リトアニア大公（1392年 - 1430年）
- タウトヴィラス（1390年9月死去） - 黒ルーシ公（1386年 - 1390年）
- ジーギマンタス（1350年以後 - 1440年5月20日暗殺） - トラカイ公、リトアニア大公（1432年 - 1440年）
  - 今日に至るケーストゥティスの子孫に関して[1]、ケーストゥティス家の家長は息子のヴィータウタスを介してスルスク公セミョーン・オレリコヴィチを通しラドヴィラ家の家長の一員を含んで続いている。

## 娘
- ミコヴァ（洗礼名マリア；1404年死去） - トヴェリ大公イヴァン・ミハイロヴィチ妃（1375年 - 1404年頃）
- ダヌーテ（洗礼名アンナ；1362年 - 1448年5月28日） - ワルシャワ公ヤヌシュ1世スタルシ妃（1376年 - 1429年）
- リムガイラ（洗礼名エリザヴェータ；1433年死去） - マゾフシェ公ヘンリク（マゾフシェ公シェモヴィト3世の子）妃（1392年2月4日 - 6月30日）、モルダヴィアのヴォイヴォダアレクサンドル1世妃（1419年 - 1421年）